# Harvardsko geografsko društvo
Harvardsko geografsko društvo (engl. Harvard Geographic Society) je najveća, najaktivnija geografska organizacija na Harvardskom sveučilištu. Osnovano je nedavno kako bi popunilo rupu u geografiji unutar kampusa--na sveučilištu nije od 1948. postojao veći geografski odjel ili organizacija. Od svog početka prije nekoliko godina organizacija je bila posvećena sponzoriranju aktivnosti vezanih uz fizičku, kulturnu i historijsku geografiju i tekuća zbivanja.
Aktivnosti uključuju malene geografske pčelice na mjesečnim sastancima, geografske informacijske sustave (GIS), harvardske ture prikupljanja karata, te regionalne geografske pčelice za srednjoškolske studente na području Bostona/Cambridgea. Nedavno je društvo implementiralo mentorski/tutorski program za studente u regiji kao dio svoje edukacijske privrženosti u napretku geografskog znanja među američkom mladeži. 
Geslo društva glasi: "HGS: It's the only place you'll find geography at Harvard" ("HGS: jedino je mjesto na kojem ćete pronaći geografiju na Harvardu").

## Vanjske poveznice
- Harvard Geographic Society Online